# Курманкеєвська сільська рада
Курманке́євська сільська рада (рос. Курманкеевский сельский совет) — муніципальне утворення у складі Давлекановського району Башкортостану, Росія. Адміністративний центр — село Дюртюлі.

## Населення
Населення — 733 особи (2019, 827 в 2010, 754 в 2002).

## Склад
До складу поселення входять такі населені пункти:
| Населений пункт        | Населення, осіб (2002) | Населення, осіб (2010) |
| ---------------------- | ---------------------- | ---------------------- |
| Дюртюлі, село          | 308                    | 317                    |
| Новоаккулаєво, село    | 206                    | 195                    |
| Старокурманкеєво, село | 240                    | 315                    |